# Parafia św. Dymitra w Sanoku
Parafia Świętego Dymitra w Sanoku – parafia greckokatolicka w Sanoku, w dekanacie sanockim archieparchii przemysko-warszawskiej. Założona w 1573; ponownie 1991.